# Scylaticus suranganiensis
Scylaticus suranganiensis is een vliegensoort uit de familie van de roofvliegen (Asilidae). De wetenschappelijke naam van de soort is voor het eerst geldig gepubliceerd in 1999 door Parui & Kaur & Kapoor.